# Tušnica
Tušnica je planina u jugozapadnom dijelu Bosne i Hercegovine, koja se prostire u općinama Livno i Tomislavgrad. 
Najviši vrh je Vitrenik (1697 m), do kojeg s istočne strane vodi makadamski put. Tušnica je bogata nalazištima mrkog ugljena koji se crpi u rudniku utemeljenom 1888. godine.
U livanjskom kraju postoji predaja da je planina Tušnica nazvana po Tugi koja je tamo dolazila u posjete svojoj sestri Bugi.

## Izletište
Omiljeno je izletište planinara, izletnika i ljubitelja prirode. S vrha se pruža fantastičan pogled prema planinama Kamešnici, Cincaru, Goliji i Biokovu, te Buškom jezeru i Livanjskom polju.
2008. godine Tušnica je bila odredište susreta planinara Herceg-Bosne.

## Radio i TV odašiljač
Na Tušnici je 2008. postavljena nova radio tv oprema u funkciji odašiljača.  Njihovi signali pokrivaju veći dio Hercegbosanske i djelomično Zapadnohercegovačke županije. Tijekom zadnjeg rata u BiH, 7. svibnja 1992. godine raketnim napadom jugoslavenske vojske uništeni su dotadašnji uređaji.

## Rudnik ugljena
Rudnik ugljena utemeljen je 23. studenog 1888. godine, a kada je stvarno pokrenuta proizvodnja, ne postoje očuvani dokumenti. Pred Drugi svjetski rat zapošljava i do 300 radnika iz okolnih mjesta, koji su bili sindikalno organizirani još od 1920. godine. 
U veljači 1943. tu su boravili članovi Vrhovnog štaba NOV-e, što nije ostalo neprimjećeno. 10. veljače 1943. Tušnica je bila izložena bombardiranju jednog talijanskog aviona. 
Hrvatski književnik Vladimir Nazor (1877. – 1948.) koji je također tih dana tu boravio, u svom dnevniku je zabilježio:
"...Zavirio sam u rudnik. Dobar kameni ugalj... U ovom kraju zemlja nam još nudi lignit, bitumen, sumpor, boksit, pa i gvozdenu rudaču... Što sve leži zapušteno i neiskorišćeno u dubljinama našeg naroda! Baš kao i blago u rudniku Tušnici! (4. i 8. II 1943.)".
Nakon rata rudnik, koji je snabdjevao ne samo livanjski kraj ugljenom, zapošljava sve više radnika. Vrhunac doseže 60-ih godina kada broj prelazi preko 600 osoba. 
Od 1946. ovdje je stavljeno u pogon više raznih lokomobila, koji su opskrbljivali sam rudnik, Dom kulture u Vidošima i Livno sa strujom sve do 29. studenog 1955.
Od samog početka rudnik je imao i svojih žrtava. Najveća nesreća dogodila se 13. listopada 1955. u jami "Martinovac", kada je poginulo 6 rudara.
Danas se rudnik, koji ima tri pogona, zbog nedostatka tržišta i raznih nerješenih pitanja nalazi u krizi i prijeti mu zatvaranje.

### Naselje Kolonija
Prvih godina nakon Drugog svjetskog rata u Tušnici se počelo formirati rudarsko naselje, prozvano Kolonija, koju je sačinjavala velika drvena baraka i osam zgrada za stanovanje. Ovdje je 1960. godine montiran prvi televizor u livanjskom kraju, za čiju antenu je bio izgrađen betonski stup visine preko 20 m.

## Grad Bužanin
Fra Grgo Lozić (1810. – 1878.), koji je sačuvao ostatke matarijalne i duhovne kulture u Livnu i široj okolici, u svojim Bilješkama navodi: "Pod planinom Tušnicom vire iz zemlje zidovi starodavnog velika grada razkopana do zemlje, koi se danase zove: Grad Bužanin". Ostaci zidina toga grada još nisu dovoljno ispitani i vrednovani. Neki su tu smjestili rimsku stanicu in monte Bulsinio. No, o tome postoje oprečna mišljenja. 

## Vanjske poveznice
- Tušnica - Video zapis

## Galerija
- Pogled s vrha prema Livanjskom polju.
- Pogled prema Buškom jezeru.
- Štrajk tušničkih rudara 1940.
- Uspon na Tušnicu.
- Pogled prema Kamešnici i Livanjskom polju.